# القنجره
القنجرة (به عربی: القنجرة) یک منطقهٔ مسکونی در سوریه است که در استان لاذقیه واقع شده‌است.

## خصوصیات
القنجرة ۴٬۱۴۲ نفر جمعیت دارد.